# Doug MacLeod
Doug MacLeod (21 april 1946) is een Amerikaanse bluesmuzikant.
Hij won 8 keer een Blues Music Award van de Blues Foundation in Memphis, Tennessee, waaronder de Blues Music Awards for Acoustic Album of the Year in 2018, voor zijn album Break the Chain, en Acoustic Artist of the Year in 2023.
In 2023, werd album A Soul To Claim vernoemd tot een van de beste albums van 2022 door DownBeat Magazine. DownBeat prees MacLeod als een "blues storyteller" van het hoogste niveau.

## Discografie

### Albums
- Break the Chain (2017) onder het label Reference Recordings.[6][1][7]

- A Soul To Claim (2022) onder het label Reference Recordings.